# Roberto Delmastro
Roberto Delmastro Naso (Santiago, 17 de octubre de 1945 - Valdivia, 26 de diciembre de 2014) fue un ingeniero y político chileno, miembro de Renovación Nacional (RN).

## Biografía

### Familia y estudios
Hizo sus estudios en el Colegio El Patricinio de San José de Valdivia. Ingresó a la Universidad Austral de Chile, sede Valdivia, donde se tituló de ingeniero forestal en 1969. Posteriormente obtuvo una beca de la Fundación Ford para realizar un máster en Ciencias con mención en Forestal y un minor en Genética, ambos en la Universidad de Carolina del Norte, en Estados Unidos, de las que egresó en 1975.
Estaba casado con María Inés Anwandter Haverbeck. Era padre de tres hijos.

### Actividades profesionales
Se desempeñó como ingeniero y asistente del gerente de producción de la empresa Maderas y Sintéticos de Valdivia (1969) y fue administrador de la Fábrica Laminadora de Maderas S.A. (1970).
Se dedicó también a la docencia. En la Universidad Austral de Chile fue profesor de Genética y Mejoramiento Forestal del Instituto de Silvicultura y Reforestación de la Facultad de Ingeniería Forestal (1975-1981) y director y fundador del Convenio de Mejoramiento Genético (1976-1981). 
Se desempeñó como gerente de la Empresa Forestal Pedro de Valdivia Ltda (1981-1989) y fue asesor de la Cooperativa de Mejoramiento Genético de la Universidad Austral. Más tarde fue consultor para la Organización de las Naciones Unidas para la Alimentación y la Agricultura (FAO) (1993-1995) y encargado de Gestión Ambiental de las empresas Arauco y Forestal Arauco S.A. (1996-1997).

## Carrera política

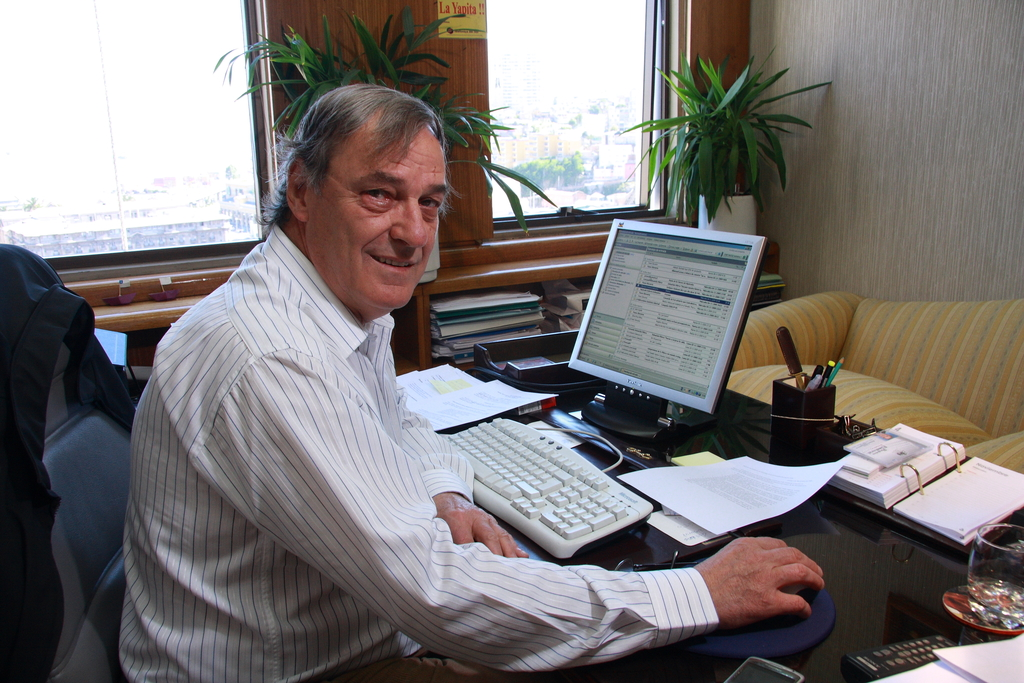
Delmastro en su escritorio en el edificio del Congreso Nacional mientras era diputado.

Inició una carrera política cuando en 1997 fue candidato independiente, en un cupo de Renovación Nacional, a diputado por el distrito 53, correspondiente a las comunas de Corral, Lanco, Máfil, Mariquina y Valdivia. Fue elegido, integrando la Cámara de Diputados para el período 1998-2002, en el cual integró la comisión permanente de Obras Públicas, Transporte y Telecomunicaciones, y la de Economía, Fomento y Reconstrucción.
En 2002 fue reelegido, nuevamente como independiente, como diputado por el mismo distrito, para el periodo 2002-2006. En esa oportunidad formó parte de la comisión permanente de Recursos Naturales, Bienes Nacionales y Medio Ambiente. En las elecciones parlamentarias de 2005 fue reelegido por tercera vez diputado, para el periodo 2006-2010. En julio de 2006 fichó en el partido Renovación Nacional (RN). Durante ese periodo parlamentario integró la comisión permanente de Relaciones Exteriores, Asuntos Interparlamentarios e Integración Latinoamericana.
En 2009 se repostuló por cuarta vez, ahora representando a RN, como diputado por el distrito 53 para el periodo 2010-2014, en el cual figuró como miembro de las comisiones permanentes de Ética y Transparencia; de Relaciones Exteriores; y de Superación de Pobreza, Planificación y Desarrollo Social. Además, presidió el grupo interparlamentario chileno-italiano.
Sus discrepancias con la mesa directiva de RN se hicieron evidentes cuando su colectividad designó a Carlos Larraín como senador reemplazante de Andrés Allamand, quien había sido nombrado ministro de Defensa por el presidente Sebastián Piñera, por lo cual decidió presentar su renuncia a la militancia política en ese partido el 28 de marzo de 2011. En abril de 2013 fue elegido segundo vicepresidente de la Cámara de Diputados, en reemplazo del vetado diputado Pedro Velásquez Seguel, quien había sido censurado por la mesa del organismo.
Para las elecciones parlamentarias de 2013 decidió no presentarse a la reelección por un nuevo periodo, argumentando dar «un paso al lado» para fomentar la renovación política.

## Historial electoral

### Elecciones parlamentarias de 1997
- Elecciones parlamentarias de 1997 a Diputados por el distrito 53 (Corral, Lanco, Máfil, Mariquina y Valdivia)[6]

### Elecciones parlamentarias de 2001
- Elecciones parlamentarias de 2001 a Diputados por el distrito 53 (Corral, Lanco, Máfil, Mariquina y Valdivia)[7]

### Elecciones parlamentarias de 2005
- Elecciones parlamentarias de 2005 a Diputados por el distrito 53 (Corral, Lanco, Máfil, Mariquina y Valdivia)[8]

### Elecciones parlamentarias de 2009
- Elecciones parlamentarias de 2009 a Diputados por el distrito 53 (Corral, Lanco, Máfil, Mariquina y Valdivia)[9]